# Denis Davydov

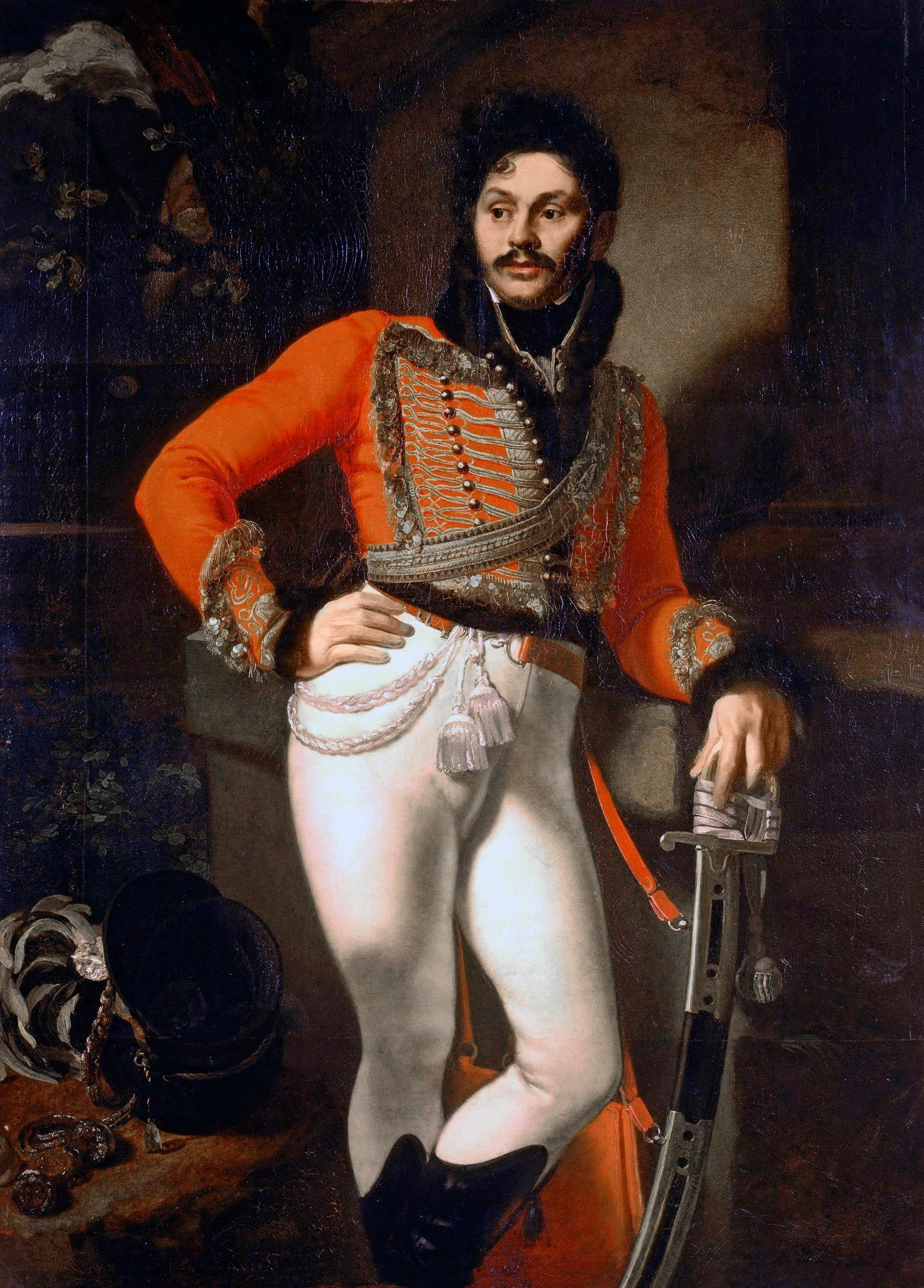
Davydov door Orest Kiprenski, 1809

Denis Vasilevitsj Davydov (Russisch: Денис Васильевич Давыдов) (Moskou, 27 juli 1784 – gouvernement Simbirsk, 4 mei 1839) was een Russisch officier, schrijver en dichter.

## Militaire loopbaan
Davydov werd geboren in een adellijke familie en trad in 1801 toe tot de Garde-cavalerie van het Keizerlijke Russische Leger. Hij nam deel aan veldtochten in Duitsland, aan de Donau en in Zweden. In 1812 stond hij aan het hoofd van een partizanenkorps, waarmee hij strijd leverde tegen Napoleon. In 1814 werd hij commandant van een Huzarenkorps onder generaal Blücher, in 1815 werd hij tot generaal-majoor bevorderd. In de jaren twintig vocht hij nog in Perzië en in 1831 te Polen, waarna hij tot generaal-luitenant bevorderd werd.
Davydov stierf in 1839 op zijn landgoed nabij Moskou, in het Gouvernement Simbirsk. Op zijn graf bij het Novodevitsji-klooster werd hij geëerd als “held in de grote vaderlandse oorlog van 1812”.

## Schrijver en dichter
Davydov schreef verhalen met een meestens liberaal-politieke strekking. Bekend zijn ook zijn militaire geschriften Herinneringen aan de slag bij Pruisische Eilau en Proeve van een theorie der partizanenoorlog (1821). Tolstoj schijnt hiervan gebruik te hebben gemaakt bij het schrijven van zijn Oorlog en vrede. Davydov staat in Tolstojs roman zelfs model voor de figuur van Vasili Denisov.
Davydov werd verder vooral ook bekend door zijn poëzie, veelal soldatenliederen, over dapperheid in oorlogstijd, de waarde van vriendschap, maar ook over wodka en prostituees. Later werk gaat over zijn liefde voor een jong meisje en zijn meer gepassioneerd-sentimenteel. Davydovs poëzie valt op door een vurige en ritmische dictie. Zijn werk werd geprezen door Belinski en Poesjkin noemde hem een belangrijk voorbeeld.
In 1848 verschenen in Sint-Petersburg zijn verzamelde werken, in 1872 verschenen postuum zijn Memoires.

## Gedicht: Voor Boertsov (fragment)
Boertsov, stapper, kemphaan, koning,

Gewaardeerde drinkkompaan!

Doe mijn nederige woning

Voor een hartversterking aan!

Hier geen paupers op de drempel, 

Hier geen fluweel noch Brussels leer,

De bewoner is warempel

Geen voorname, rijke heer.

…..

Om je pijnen te verzachten

Staat de drank der goden klaar.

Laat me nu niet langer wachten, 

Kom, bewijs je als huzaar.

(Vertaling: Peter Zeeman)

## Militaire loopbaan
- Estandarte- Junker: 10 oktober 1801[1]
- Cornet: 21 september 1802[1]
- Luitenant: 14 november 1803[1]
- Luitenant-kolonel:[1]
- Kolonel:[1]
- Generaal-majoor: 2 januari 1815[1]
- Luitenant-generaal: 18 oktober 1831[1]

## Onderscheidingen
- Orde van Sint-George
  - 4e klasse in 1813[1]
- Orde van Sint-Anna
- 1e klasse[1]
  - 2e klasse[1]
  - 3e klasse op 28 juni 1804
- Orde van Sint-Vladimir
  - 2e klasse[1]
  - 3e klasse[1]
  - 4e klasse op 24 februari 1806
- Pour le Mérite[1]
- Militaire Max Joseph-Orde[2]
- Gouden Kruis[1]
- IJzeren Kruis 1813[2]
- Orde van Sint-Jan[2]